# Tweede Kamerverkiezingen 1977/Kandidatenlijst/Verbond tegen Ambtelijke Willekeur
De kandidatenlijst voor de Tweede Kamerverkiezingen 1977 van het Verbond tegen Ambtelijke Willekeur (VAW) was als volgt:

## Landelijke kandidaten
1. Gertrui Blok - 2.061 stemmen
2. Marcus Hilgersum - 285
3. Michiel van Loon - 77
4. John Bot - 22
5. Willem Dekker - 41
6. Anke Söhne - 38
7. Catharina Baggerman - 42
8. Arnoldina Blom-Gulickx - 41
9. Johannes Kinds - 25
10. Kurina Kinds-Koppenaal - 13
11. Herman Joosten - 27

## Regionale kandidaten
De plaatsen vanaf 12 op de lijst waren verschillend ingevuld: er waren twee verschillende lijsten, die elk in de helft van de kieskringen golden.

### 's-Hertogenbosch, Tilburg, Nijmegen, Rotterdam, 's-Gravenhage, Den Helder, Zwolle, Assen, Maastricht
1. Jan Schneider - 46
2. Albertus Schoon - 17
3. Gerard Borsboom - 9
4. Josephus van Hezewijk - 25
5. Harry Brul - 18
6. Petro Sebes - 12
7. Dirk de Vroome - 824
8. J.A.M. Kok - 23
9. Jacobus Aykens - 3
10. Jan Lemmens - 66
11. Christiaan van Oosten - 7
12. Johanna Trimp - 8
13. Adolf Derwall - 13
14. Cornelis Nouwens - 6
15. Peter Craenen - 41
16. Joost van Steenis - 73

### Arnhem, Leiden, Dordrecht, Amsterdam, Haarlem, Middelburg, Utrecht, Leeuwarden, Groningen
1. Theodorus Jansen - 7
2. Antonius Paauw - 11
3. Petrus Hörmann - 7
4. Arend Romkema - 8
5. Adriaan Nieuwkerk - 16
6. Marinus Blok - 0
7. Maria Blok-Broers - 2
8. Iloné Zanoli - 7
9. Geert Blok - 1
10. Leendert Verstoep - 4
11. Anton Koster - 8
12. Eline Blonk - 5
13. Tom Booij - 52
14. Engelien Rotgans - 9
15. Gradus Schut - 7
16. Bart Onkenhout - 4
17. George Portengen - 1
18. Willem de Booij - 20
19. Erik van der Maal - 78

CDA · PvdA · VVD · PPR · CPN · D'66 · DS'70 · SGP · Boerenpartij · GPV · PSP · RKPN · DAC · Federatie Bejaardenpartijen Nederland · Partij van de Belastingbetalers · SP · NVU · Verbond tegen Ambtelijke Willekeur · Europese Conservatieve Unie · Lijst 18 (kieskring IX) · KENml · RPF · NMP · Lijst 22